# Dvoglavi bedreni mišić
Dvoglavi bedreni mišić (lat. musculus biceps femoris) dugi je mišić stražnje strane natkoljenice. Mišić inerviraju lat. nervus ischiadicus, nervus tibialis i nervus peroneus communis.

## Polazište i hvatište
Mišići polazi s dvije glave:
- duga glava polazi sjedne izbočine (sjedne kosti) tetivom koja je i polazna tetiva polutetivnog mišića
- kratka glava polazi sa stražnje strane bedrene kosti

Mišićne niti obaju glave idu prema dolje, spajaju se i završavaju zajedničkom tetivom koja se hvata na glavu lisne kosti.